# Talpidae
I Talpidi (Talpidae) sono una famiglia di mammiferi soricomorfi che comprende le talpe e i desman.
Le talpe sono, a vari livelli, animali sotterranei, mentre i desman sono acquatici. I talpidi sono diffusi attraverso tutto l'emisfero settentrionale, in Asia, Europa e Nordamerica.

## Evoluzione
I primi talpidi si evolsero in Europa, durante l'Eocene superiore, a partire da animali simili al toporagno. Si ritiene che i talpidi viventi più primitivi siano le talpe-toporagno, insieme ad altre specie che si sono evolute sia ad uno stile di vita sotterraneo che ad uno acquatico.

## Caratteristiche
I talpidi sono piccoli animali dal pelo scuro con corpi cilindrici e musi glabri e tubulari. Variano nelle dimensioni dalle minuscole talpe-toporagno, lunghe soltanto 2,2 cm e dal peso di 12 grammi, al desman russo, con un corpo lungo 18-22 cm e un peso di 550 grammi. Il pelo varia a seconda delle specie; i desman hanno un sottopelo impermeabile e dei peli di guardia oleosi, mentre le talpe sotterranee hanno una corta pelliccia vellutata priva di ogni pelo di guardia. Gli arti anteriori delle talpe sono estremamente adattati per scavare, grazie alle unghie robuste, e le mani sono rivolte perennemente all'esterno per togliere via la terra dal muso. Dall'altra parte, i desman hanno palme reticolate da frange ricoperte di peli per aiutarsi nel nuoto. Le talpe hanno generalmente code brevi, ma quelle dei desman sono allungate e appiattite.
Tutte le specie hanno occhi piccoli e vista scarsa, ma solamente poche sono completamente cieche. I talpidi fanno affidamento principalmente sul loro senso del tatto e hanno vibrisse sulla faccia, sulle zampe e sulla coda. Il muso flessibile è particolarmente sensibile. I desman, quando si immergono, sono in grado di chiudere sia entrambe le narici che le orecchie. Stranamente, il pene dei talpidi, che sono anche privi di scroto, è rivolto all'indietro.
I talpidi sono generalmente insettivori. Le talpe si nutrono di lombrichi, larve di insetto e, occasionalmente, di lumache, mentre i desman mangiano invertebrati acquatici, come gamberetti, larve di insetto e chiocciole. I talpidi hanno denti relativamente non specializzati, con formula dentaria:
| 2-3.1.3-4.3   |
| 1-3.0-1.3-4.3 |

### Biologia
I desman sono prevalentemente notturni, ma le talpe sono attive giorno e notte, sebbene solitamente si spostino sul suolo solo quando cala l'oscurità. Quasi tutte le talpe scavano gallerie permanenti e si alimentano delle prede che vi cadono dentro, ma le talpe-toporagno, nonostante scavino anche tunnel, vanno alla ricerca del cibo sul suolo della foresta. Anche i desman scavano gallerie per rifugiarsi, e vanno alla ricerca del cibo in fiumi e laghi.
I talpidi sembrano essere generalmente animali solitari, e solo poche specie, come la talpa dal muso stellato, costruiscono gallerie per uno o più individui. Sono animali territoriali e difendono il loro territorio dagli intrusi.

## Classificazione
La famiglia è suddivisa in 3 sottofamiglie, 7 tribù e 17 generi:
- Sottofamiglia Scalopinae
  - Tribù Condylurini
    - Genere Condylura

  - Tribù Scalopini
    - Genere Parascalops
    - Genere Scalopus
    - Genere Scapanulus
    - Genere Scapanus
- Sottofamiglia Talpinae
  - Tribù Desmanini
    - Genere Desmana
    - Genere Galemys

  - Tribù Neurotrichini
    - Genere Neurotrichus

  - Tribù Scaptonychini
    - Genere Scaptonyx

  - Tribù Talpini
    - Genere Euroscaptor
    - Genere Mogera
    - Genere Parascaptor
    - Genere Scaptochirus
    - Genere Talpa

  - Tribù Urotrichini
    - Genere Dymecodon
    - Genere Urotrichus
- Sottofamiglia Uropsilinae
  - Genere Uropsilus